# فرودگاه شهری منطقه پری ساند
 فرودگاه شهری منطقه پری ساند (به انگلیسی: Parry Sound Area Municipal Airport) یک فرودگاه همگانی است که یک باند فرود آسفالت دارد و طول باند آن ۱۲۱۹ متر است. این فرودگاه در کشور کانادا قرار دارد و در ارتفاع ۲۵۴ متری از سطح دریا واقع شده است.